# Agelescape
Agelescape is een geslacht van spinnen uit de  familie van de Agelenidae (trechterspinnen).

## Soorten
- Agelescape affinis (Kulczyński, 1911)
- Agelescape caucasica Guseinov, Marusik & Koponen, 2005
- Agelescape dunini Guseinov, Marusik & Koponen, 2005
- Agelescape gideoni Levy, 1996
- Agelescape levyi Guseinov, Marusik & Koponen, 2005
- Agelescape livida (Simon, 1875)
- Agelescape talyshica Guseinov, Marusik & Koponen, 2005